# 屯門游泳池

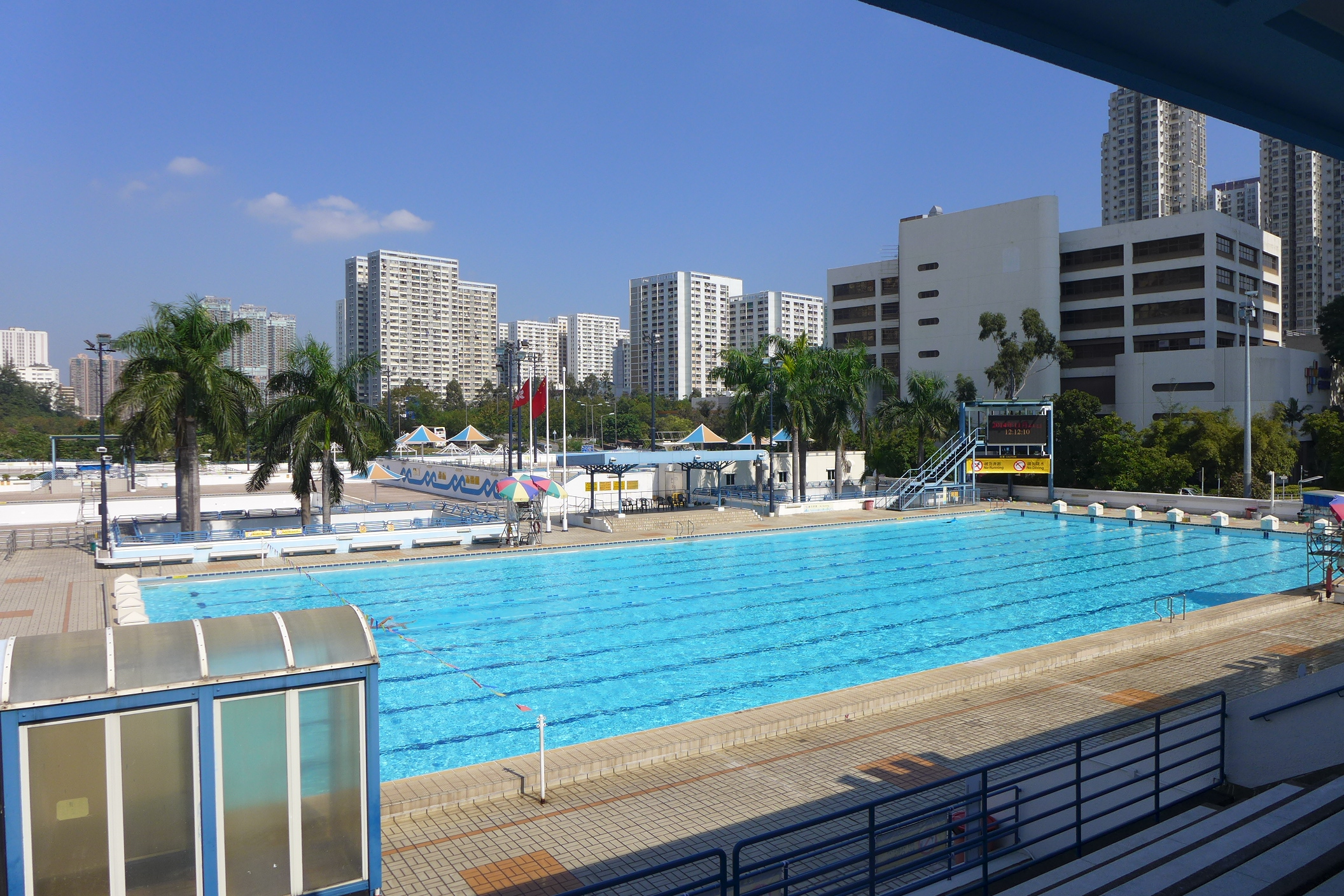
屯門游泳池主池

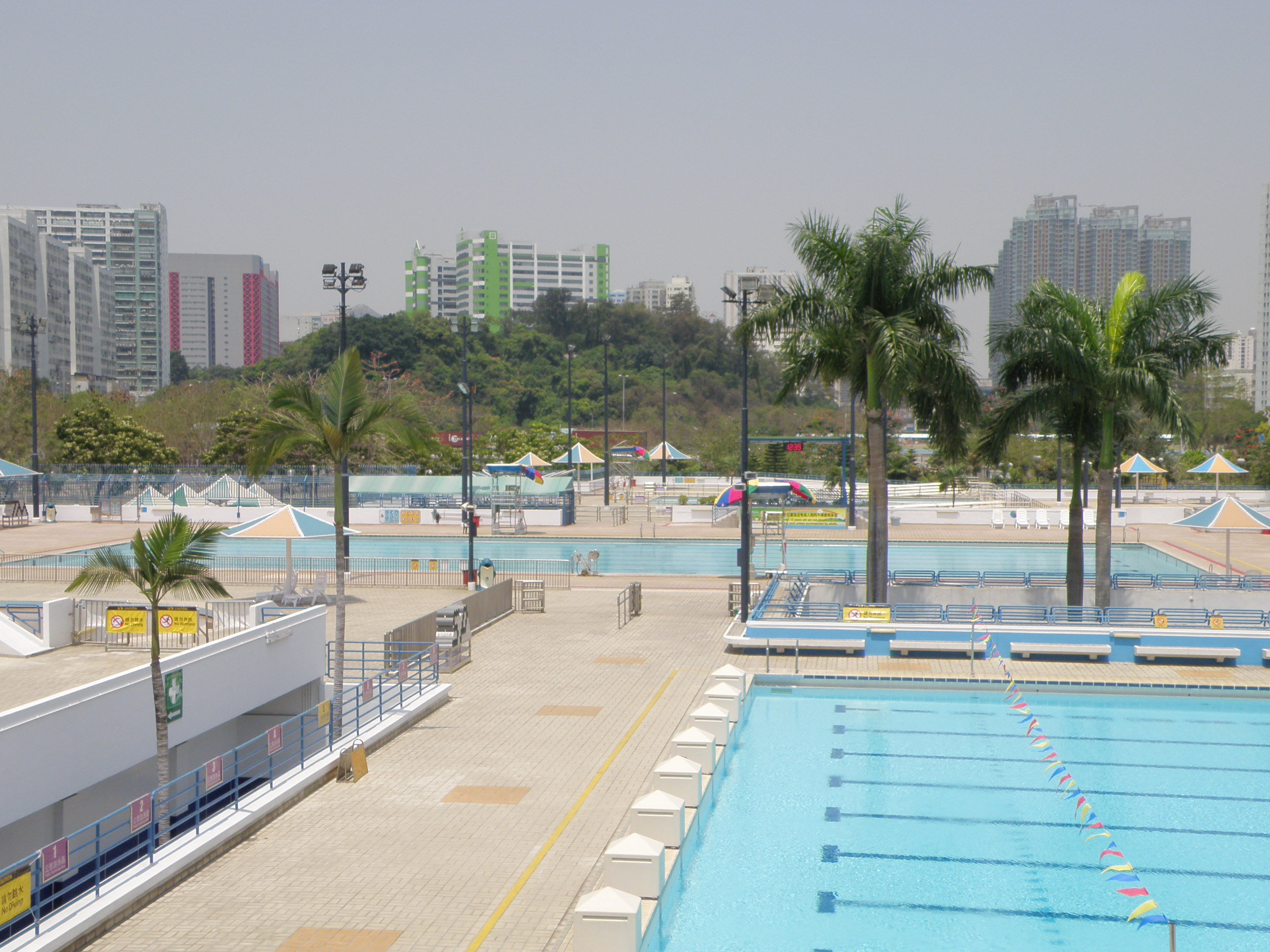
屯門游泳池副池

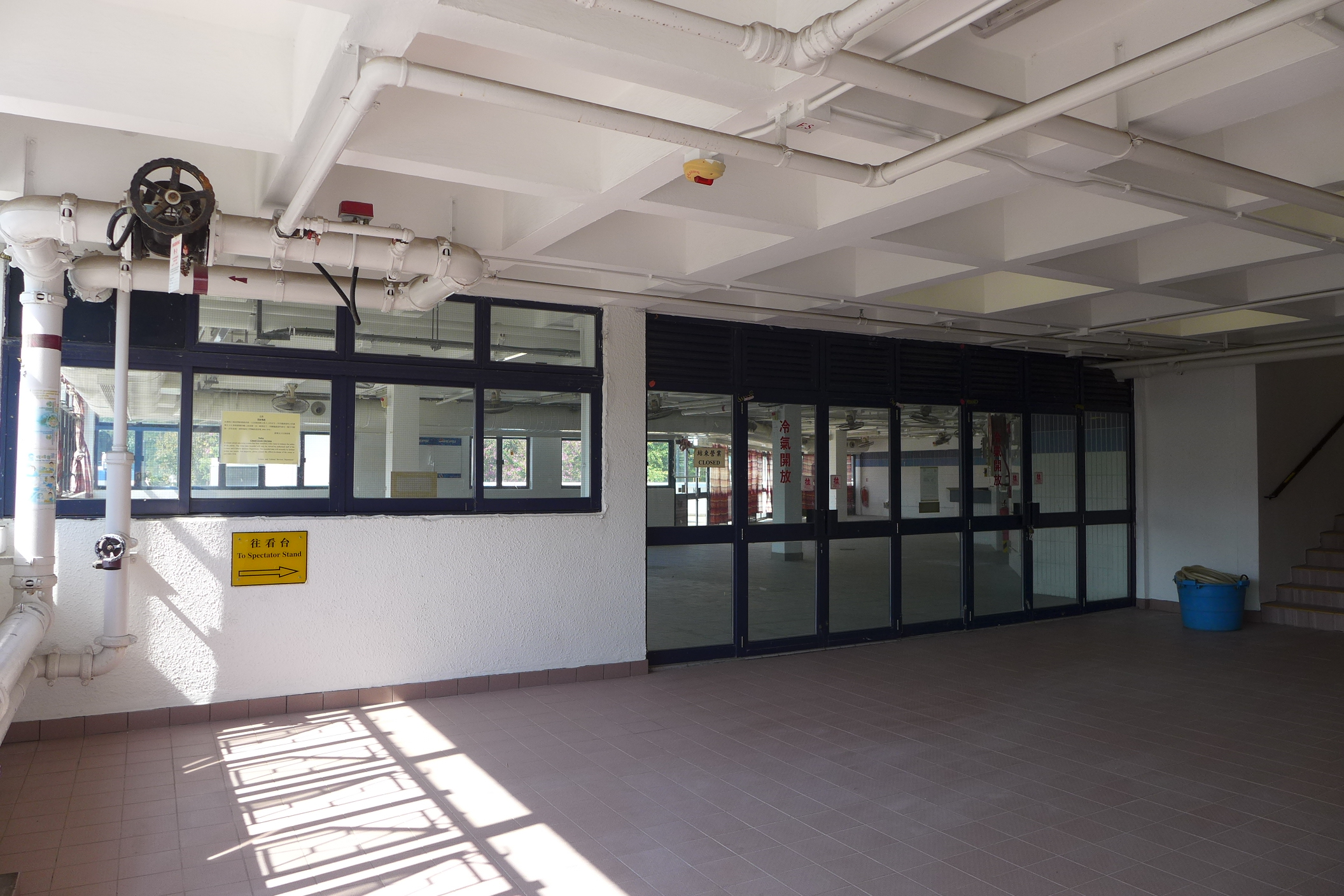
泳池內的餐廳已空置多年

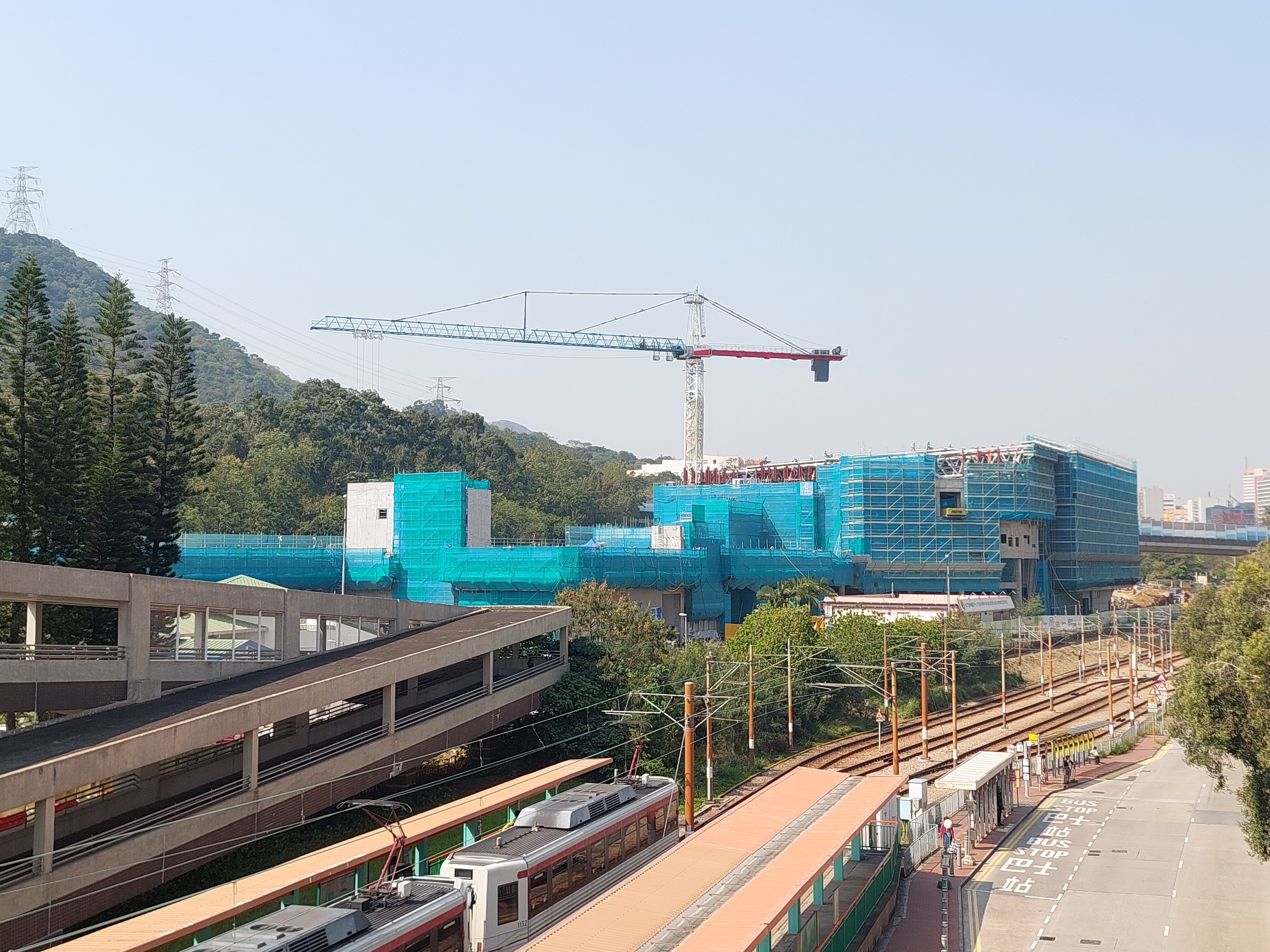
屯門游泳池新址建造中（2025年3月）

屯門游泳池（英語：Tuen Mun Swimming Pool），為位於香港新界屯門區海皇路的一座公眾游泳池，為屯門區3個公眾游泳池之一，現今是由康樂及文化事務署管理。相關土地於1984年5月批出，連同屯門游泳池壁球場於1986年7月1日啟用。
2020年5月29日，行政長官會同行政會議批准政府邀請港鐵公司開展屯門南延綫項目的詳細規劃及設計，預計於2023年動工、2030年落成。由於延綫的中途站位於屯門游泳池一帶，運房局指需要搬遷屯門游泳池，建議於屯門高爾夫球中心內重置，具體計劃將取決技術可行性研究，倘日後證實該選址不合適，港鐵將物色另一地點。

## 場內設施

### 泳池
- 主池（50×25米，水深1.4－1.9米）
- 副池（50×21米，水深1.1－1.4米）
- 訓練池（25×15米，水深0.9－1.2米）
- 習泳池2個（各15×8米，水深0.85－1.1米（一）、水深0.7－0.95米（二））
- 跳水池（正方形，水深4.4－4.6米）
- 戲水池（不規則形狀，水深0.3米以下）

### 其他設施
- 殘疾人士專用設施（方便通往池面的無阻通道、更衣室、洗手間）
- 觀眾看台（700個座位）
- 家庭更衣室
- 餐廳（已空置多年）

## 開放時間
| 夏季開放時間表（4月至10月）                                                                                | 夏季開放時間表（4月至10月） | 夏季開放時間表（4月至10月） |
| --- | --------------------------- | --------------------------- |
| 第一節：上午6時30分至中午12時                                                                              | 第二節：下午1時至6時30分    | 第三節：晚上7時30分至10時   |
| 暫停開放時間：中午12時至下午1時及下午6時30分至7時30分                                                      |                             |                             |
| 冬季開放時間表（11月至翌年3月，只開放主池）                                                                |                             |                             |
| 第一節：上午6時30分至中午12時                                                                              | 第二節：下午1時至6時        | 第三節：晚上7時至9時30分    |
| 暫停開放時間：中午12時至下午1時及下午6時至7時）                                                            |                             |                             |
| 配合每年維修工程的暫停開放時間                                                                             |                             |                             |
| 副池、訓練池、習泳池、跳水池、戲水池：11月1日至翌年4月15日 主池：4月16日至6月5日                           |                             |                             |
| 每周大清潔行動                                                                                             |                             |                             |
| 本公眾游泳池逢星期四進行一次大清潔行動，時間為上午10時至第二節開放時段完結為止，而泳池會於同日第三節重開。 |                             |                             |

## 流行文化
ViuTV 電視劇《I SWIM》曾在此地取景

## 外部連結
- 康樂及文化事務署－屯門游泳池 （页面存档备份，存于）